# إليزابيث ميخائيل
إليزابيث ميخائيل (بالإنجليزية: Elizabeth Michael)‏ هي منتجة أفلام وممثلة تنزانية، ولدت في 16 أبريل 1995 بدار السلام في تنزانيا.

## وصلات خارجية
- إليزابيث ميخائيل على موقع IMDb (الإنجليزية)